# Inmigración en Nueva España
La inmigración en la Nueva España, principalmente de españoles, portugueses y esclavos negros de África, comenzó poco después de la conquista y estuvo regulada por la Casa de Contratación de Sevilla quien emitía las mercedes reales para poder cruzar hacia el Continente Americano.
Bajo Carlos V, muchos alemanes llegaron a América del Sur, aunque este grupo poco numeroso no se estableció en gran medida en México.
Los colonos que llegaron en los siglos XVII y XVIII trajeron consigo un cambio radical en la sociedad novohispana, pues los españoles querían adaptar su vida en la colonia a la española. Así se importaron alimentos, aumentaron demandas de muebles, casas, decoraciones y artesanías. Los artesanos en la Nueva España se libraron de los tributos españoles.

## Primeros asentamientos
Los ibéricos que más deseaban cruzar hacia las nuevas tierra del reino eran los judeoconversos o marranos, la razón principal era las nuevas leyes que se respaldaban en la inquisición española y posteriormente la inquisición portuguesa. Muchas familias portuguesas no dudaron en poner el pie en la Nueva España gracias al apoyo ofertado por Hernán Cortés. La presencia ibérica en la Nueva España fue muy significativa, durante la Unión Ibérica, teniendo sus exponentes iniciales participado en la conquista de estas tierras, entre ellos Juan Rodríguez Cabrillo. 
Un número considerable de estos inmigrantes eran portugueses sefarditas que vinieron en la esperanza de vivir en paz en consonancia con su religión ancestral, huyendo de la Inquisición. La mayoría de los sefardíes judíos conversos que llegaban de manera constante y clandestina a México provenían de Guarda aunque también está documentado que muchos de ellos provenían de otras regiones, principalmente del Norte de Portugal.